# Referendumul pentru independența Scoției din 2014

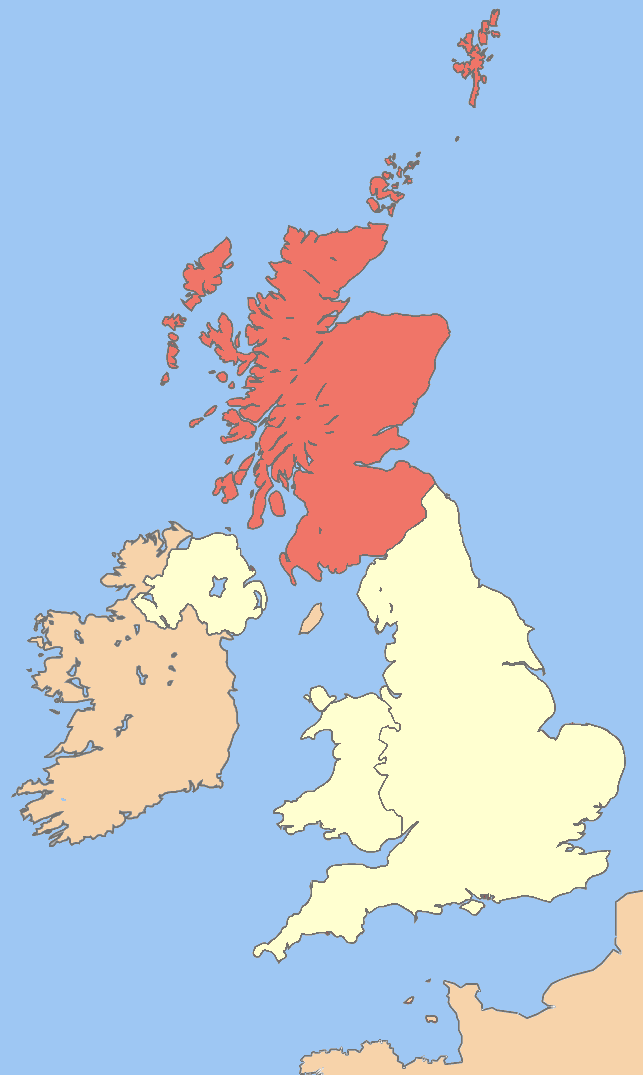
Localizarea Scoției (roz închis) în cadrul Regatului Unit

Logo-ul adepților independenței („Yes Scotland” – „Da Scoția”)

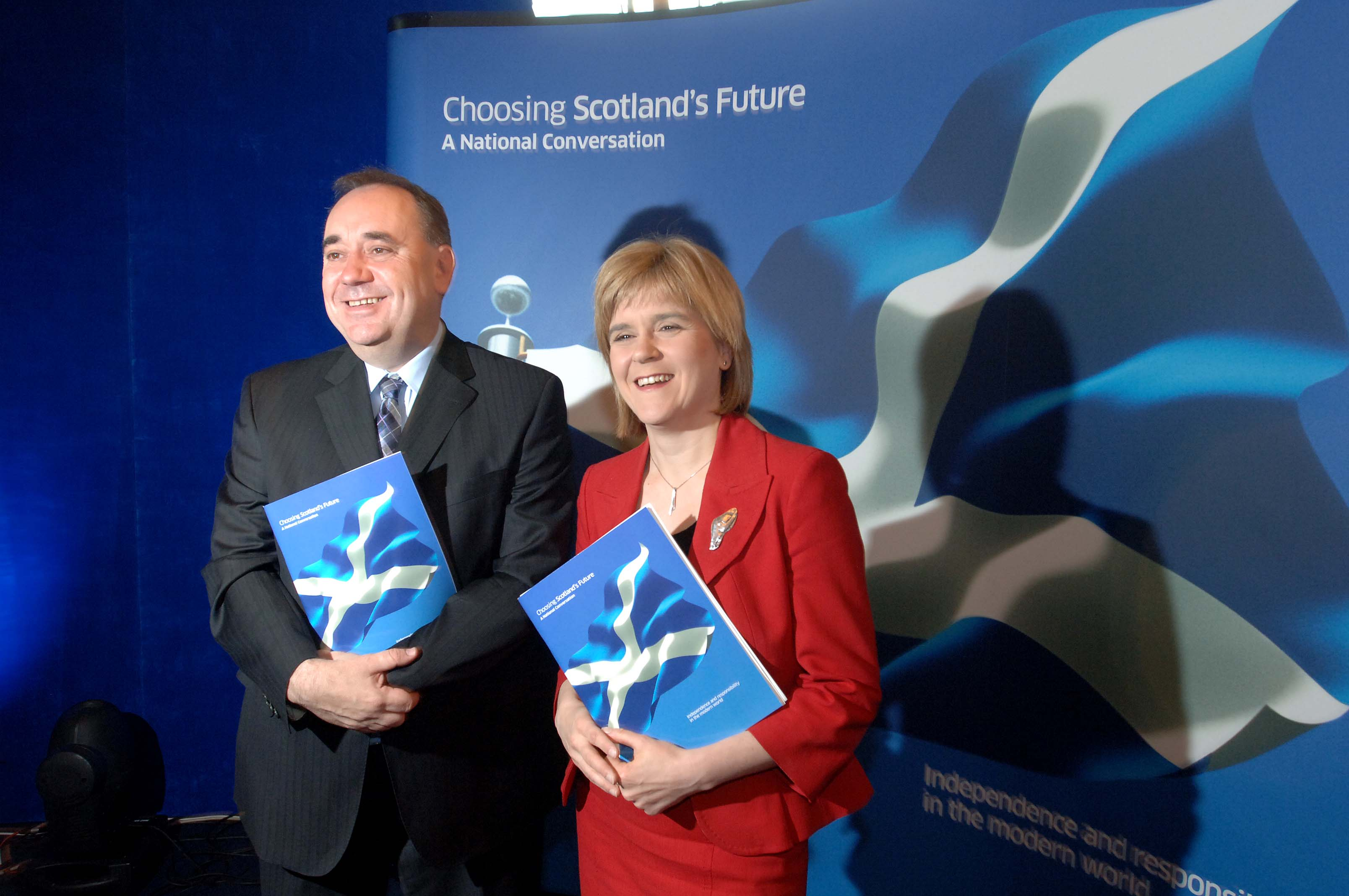
Prim-Ministrul Scoției, Alex Salmond, și viceprim-ministrul Scoției, Nicola Sturgeon, la lansarea Conversației Naționale, 14 august 2007

Referendumul pentru independența Scoției a fost un plebiscit în care cetățenii Scoției au fost întrebați dacă vor ca țara lor să devină independentă, ieșind astfel din componența Regatului Unit al Marii Britanii și al Irlandei de Nord. Referendumul a avut loc pe 18 septembrie 2014, într-o zi de joi. Întrebarea pusă la referendum a fost "Ar trebui Scoția să fie un stat independent?", conform recomandării Comisiei Electorale. La plebiscit au avut dreptul să participe, cu mici excepții, toți cetățenii britanici, comunitari sau ai Uniunii Europene, care au reședința în Scoția și au atins vârsta de 16 ani. Dintr-un total de 4.285.323 de persoane înscrise cu dreptul de vot, la referendum au participat 3.623.344 de persoane, ceea ce constituie 84,59%, dintre care 55,3% au votat „Nu”, iar 44,7% – „Da”. Astfel, Scoția a rămas în componența Regatului Unit al Marii Britanii și al Irlandei de Nord.
În cazul în care în rezultatul referendumului majoritatea cetățenilor vota „pentru”, Scoția ar fi putut fi declarată oficial independentă pe 24 martie 2016.
În urma unui acord între guvernul scoțian și Guvernul Marii Britanii, ideea Independenței Scoției, înaintată pe 21 martie 2013, a trecut de Parlamentul Scoției pe 14 noiembrie 2013 și a primit Aviz Regal pe 17 decembrie 2013.
Principalele probleme ale referendumului sunt puterea economică a Scoției, aranjamente de apărare, relațiile din continuare cu restul Marii Britanii, și statutul de membru în organizațiile internaționale, în special Uniunea Europeană și NATO.

## Istoric
Scoția face parte din Regatul Unit începând cu anul 1707, în baza Actelor Unirii. Anterior, Regatul Scoției a fost un stat suveran mai bine de 800 de ani.

## Sondaje
Ma jos sunt prezentate rezultatele sondajelor de opinie efectuate în anticiparea referendumului. Răspunsurile sunt pentru întrebarea "Ar trebui Scoția să fie un stat independent?".

#### 2014
| 16–17 Sep    | Ipsos MORI/Evening Standard Arhivat în 24 septembrie 2014, la Wayback Machine.   | 991                                                                | 45%                                                                | 50%                                                                | 4%                                                                 | 5%                                                                 |                                                                    |                                                                    |
| 16–17 Sep    | Survation/Daily Record                                                           | 1,160                                                              | 43%                                                                | 48%                                                                | 9%                                                                 | 5%                                                                 |                                                                    |                                                                    |
| 15–17 Sep    | YouGov/The Times/The Sun                                                         | 3,237                                                              | 45%                                                                | 49%                                                                | 6%                                                                 | 4%                                                                 |                                                                    |                                                                    |
| 15–17 Sep    | Panelbase Arhivat în 24 septembrie 2014, la Wayback Machine.                     | 1,004                                                              | 45%                                                                | 50%                                                                | 5%                                                                 | 5%                                                                 |                                                                    |                                                                    |
| 15–16 Sep    | Ipsos MORI/STV Arhivat în 18 septembrie 2014, la Wayback Machine.                | 1,373                                                              | 47%                                                                | 49%                                                                | 5%                                                                 | 2%                                                                 |                                                                    |                                                                    |
| 12–16 Sep    | ICM/The Scotsman Arhivat în 18 septembrie 2014, la Wayback Machine.              | 1,175                                                              | 41%                                                                | 45%                                                                | 14%                                                                | 4%                                                                 |                                                                    |                                                                    |
| 12–16 Sep    | Survation/Daily Mail                                                             | 1,000                                                              | 44%                                                                | 48%                                                                | 8%                                                                 | 4%                                                                 |                                                                    |                                                                    |
| 12–15 Sep    | Opinium/Telegraph Arhivat în 24 septembrie 2014, la Wayback Machine.             | 1,156                                                              | 43%                                                                | 47%                                                                | 8%                                                                 | 4%                                                                 |                                                                    |                                                                    |
| 10–12 Sep    | Survation/Better Together                                                        | 1,044                                                              | 42%                                                                | 49%                                                                | 9%                                                                 | 7%                                                                 |                                                                    |                                                                    |
| 9–12 Sep     | Panelbase/Sunday Times Arhivat în 15 septembrie 2014, la Wayback Machine.        | 1,014                                                              | 46%                                                                | 47%                                                                | 7%                                                                 | 1%                                                                 |                                                                    |                                                                    |
| 11 Sep       | Scotland Decides: The Big, Big Debate                                            | Scotland Decides: The Big, Big Debate                              | Scotland Decides: The Big, Big Debate                              | Scotland Decides: The Big, Big Debate                              | Scotland Decides: The Big, Big Debate                              | Scotland Decides: The Big, Big Debate                              | Scotland Decides: The Big, Big Debate                              | Scotland Decides: The Big, Big Debate                              |
| 10–11 Sep    | ICM/Sunday Telegraph Arhivat în 15 septembrie 2014, la Wayback Machine.          | 705                                                                | 49%                                                                | 42%                                                                | 9%                                                                 | 7%                                                                 |                                                                    |                                                                    |
| 9–11 Sep     | Opinium/Observer Arhivat în 17 septembrie 2014, la Wayback Machine.              | 1,055                                                              | 43%                                                                | 47%                                                                | 10%                                                                | 4%                                                                 |                                                                    |                                                                    |
| 9–11 Sep     | ICM/Guardian Arhivat în 12 septembrie 2014, la Wayback Machine.                  | 1,000                                                              | 40%                                                                | 42%                                                                | 17%                                                                | 2%                                                                 |                                                                    |                                                                    |
| 9–11 Sep     | YouGov/The Times/The Sun                                                         | 1,268                                                              | 45%                                                                | 50%                                                                | 5%                                                                 | 4%                                                                 |                                                                    |                                                                    |
| 5–9 Sep      | Survation/Daily Record                                                           | 1,000                                                              | 42%                                                                | 48%                                                                | 10%                                                                | 6%                                                                 |                                                                    |                                                                    |
| 2–5 Sep      | YouGov/The Sunday Times                                                          | 1,084                                                              | 47%                                                                | 45%                                                                | 7%                                                                 | 2%                                                                 |                                                                    |                                                                    |
| 2–4 Sep      | Panelbase/Yes Scotland Arhivat în 8 septembrie 2014, la Wayback Machine.         | 1,042                                                              | 44%                                                                | 48%                                                                | 8%                                                                 | 4%                                                                 |                                                                    |                                                                    |
| 27 Aug–4 Sep | TNS-BMRB Arhivat în 8 septembrie 2014, la Wayback Machine.                       | 990                                                                | 38%                                                                | 39%                                                                | 23%                                                                | 1%                                                                 |                                                                    |                                                                    |
| 28 Aug–1 Sep | YouGov/The Times/The Sun                                                         | 1,063                                                              | 42%                                                                | 48%                                                                | 10%                                                                | 6%                                                                 |                                                                    |                                                                    |
| 26–28 Aug    | Survation/Scottish Daily Mail                                                    | 1,001                                                              | 41%                                                                | 47%                                                                | 12%                                                                | 6%                                                                 |                                                                    |                                                                    |
| 25 Aug       | Scotland Decides: Salmond versus Darling                                         | Scotland Decides: Salmond versus Darling                           | Scotland Decides: Salmond versus Darling                           | Scotland Decides: Salmond versus Darling                           | Scotland Decides: Salmond versus Darling                           | Scotland Decides: Salmond versus Darling                           | Scotland Decides: Salmond versus Darling                           | Scotland Decides: Salmond versus Darling                           |
| 12–15 Aug    | YouGov/The Times                                                                 | 1,085                                                              | 38%                                                                | 51%                                                                | 11%                                                                | 13%                                                                |                                                                    |                                                                    |
| 12–15 Aug    | Panelbase/Yes Scotland Arhivat în 19 august 2014, la Wayback Machine.            | 1,026                                                              | 42%                                                                | 46%                                                                | 12%                                                                | 4%                                                                 |                                                                    |                                                                    |
| 11–14 Aug    | ICM/Scotland on Sunday Arhivat în 19 august 2014, la Wayback Machine.            | 1,005                                                              | 38%                                                                | 47%                                                                | 14%                                                                | 9%                                                                 |                                                                    |                                                                    |
| 6–7 Aug      | Survation/Scottish Daily Mail                                                    | 1,010                                                              | 37%                                                                | 50%                                                                | 13%                                                                | 13%                                                                |                                                                    |                                                                    |
| 4–7 Aug      | YouGov/The Sun                                                                   | 1,142                                                              | 35%                                                                | 55%                                                                | 10%                                                                | 20%                                                                |                                                                    |                                                                    |
| 23 Jul–7 Aug | TNS BMRB Arhivat în 14 august 2014, la Wayback Machine.                          | 1,003                                                              | 32%                                                                | 45%                                                                | 23%                                                                | 13%                                                                |                                                                    |                                                                    |
| 5 Aug        | Salmond & Darling: The Debate                                                    | Salmond & Darling: The Debate                                      | Salmond & Darling: The Debate                                      | Salmond & Darling: The Debate                                      | Salmond & Darling: The Debate                                      | Salmond & Darling: The Debate                                      | Salmond & Darling: The Debate                                      | Salmond & Darling: The Debate                                      |
| 28 Jul–3 Aug | Ipsos MORI/STV Arhivat în 12 august 2014, la Wayback Machine.                    | 1,006                                                              | 40%                                                                | 54%                                                                | 7%                                                                 | 14%                                                                |                                                                    |                                                                    |
| 30 Jul–1 Aug | Survation/Mail on Sunday                                                         | 1,000                                                              | 40%                                                                | 46%                                                                | 14%                                                                | 6%                                                                 |                                                                    |                                                                    |
| 16–22 Jul    | Panelbase/Sunday Times Arhivat în 10 august 2014, la Wayback Machine.            | 1,041                                                              | 41%                                                                | 48%                                                                | 11%                                                                | 7%                                                                 |                                                                    |                                                                    |
| 7–11 Jul     | ICM/Scotland on Sunday Arhivat în 15 iulie 2014, la Wayback Machine.             | 1,002                                                              | 34%                                                                | 45%                                                                | 21%                                                                | 11%                                                                |                                                                    |                                                                    |
| 25 Jun–9 Jul | TNS BMRB Arhivat în 28 iulie 2014, la Wayback Machine.                           | 995                                                                | 32%                                                                | 41%                                                                | 27%                                                                | 9%                                                                 |                                                                    |                                                                    |
| 4–8 Jul      | Survation/Daily Record                                                           | 1,013                                                              | 41%                                                                | 46%                                                                | 13%                                                                | 5%                                                                 |                                                                    |                                                                    |
| 25–29 Jun    | YouGov/The Times                                                                 | 1,206                                                              | 35%                                                                | 54%                                                                | 12%                                                                | 19%                                                                |                                                                    |                                                                    |
| 10–23 Jun    | TNS BMRB/Scotland September 18                                                   | 1,004                                                              | 32%                                                                | 46%                                                                | 22%                                                                | 14%                                                                |                                                                    |                                                                    |
| 16 Jun       | Release of the draft Scottish Independence Bill consultation paper               | Release of the draft Scottish Independence Bill consultation paper | Release of the draft Scottish Independence Bill consultation paper | Release of the draft Scottish Independence Bill consultation paper | Release of the draft Scottish Independence Bill consultation paper | Release of the draft Scottish Independence Bill consultation paper | Release of the draft Scottish Independence Bill consultation paper | Release of the draft Scottish Independence Bill consultation paper |
| 12–16 Jun    | YouGov/The Sun                                                                   | 1,039                                                              | 36%                                                                | 53%                                                                | 11%                                                                | 17%                                                                |                                                                    |                                                                    |
| 9–12 Jun     | ICM/Scotland on Sunday Arhivat în 15 iulie 2014, la Wayback Machine.             | 1,002                                                              | 36%                                                                | 43%                                                                | 21%                                                                | 7%                                                                 |                                                                    |                                                                    |
| 9–11 Jun     | Panelbase/Yes Scotland Arhivat în 14 iulie 2014, la Wayback Machine.             | 1,060                                                              | 43%                                                                | 46%                                                                | 12%                                                                | 3%                                                                 |                                                                    |                                                                    |
| 6–10 Jun     | Survation/Daily Record                                                           | 1,004                                                              | 39%                                                                | 44%                                                                | 17%                                                                | 5%                                                                 |                                                                    |                                                                    |
| 2 Jun        | Release of Scottish Conservatives Strathclyde Commission Report                  | Release of Scottish Conservatives Strathclyde Commission Report    | Release of Scottish Conservatives Strathclyde Commission Report    | Release of Scottish Conservatives Strathclyde Commission Report    | Release of Scottish Conservatives Strathclyde Commission Report    | Release of Scottish Conservatives Strathclyde Commission Report    | Release of Scottish Conservatives Strathclyde Commission Report    | Release of Scottish Conservatives Strathclyde Commission Report    |
| 26 May–1 Jun | Ipsos MORI/STV Arhivat în 5 iunie 2014, la Wayback Machine.                      | 1,003                                                              | 36%                                                                | 54%                                                                | 10%                                                                | 18%                                                                |                                                                    |                                                                    |
| 30 May       | Official Campaign Period begins                                                  | Official Campaign Period begins                                    | Official Campaign Period begins                                    | Official Campaign Period begins                                    | Official Campaign Period begins                                    | Official Campaign Period begins                                    | Official Campaign Period begins                                    | Official Campaign Period begins                                    |
| 21–28 May    | TNS BMRB Arhivat în 24 septembrie 2014, la Wayback Machine.                      | 1,011                                                              | 30%                                                                | 42%                                                                | 28%                                                                | 12%                                                                |                                                                    |                                                                    |
| 12–15 May    | ICM/Scotland on Sunday Arhivat în 19 mai 2014, la Wayback Machine.               | 1,003                                                              | 34%                                                                | 46%                                                                | 20%                                                                | 12%                                                                |                                                                    |                                                                    |
| 8–14 May     | Panelbase/Sunday Times Arhivat în 30 iunie 2014, la Wayback Machine.             | 1,046                                                              | 40%                                                                | 47%                                                                | 13%                                                                | 7%                                                                 |                                                                    |                                                                    |
| 9–12 May     | Survation/Daily Record[nefuncțională]                                            | 1,003                                                              | 37%                                                                | 47%                                                                | 17%                                                                | 10%                                                                |                                                                    |                                                                    |
| 23 Apr–2 May | TNS BMRB Arhivat în 8 iulie 2014, la Wayback Machine.                            | 996                                                                | 30%                                                                | 42%                                                                | 28%                                                                | 12%                                                                |                                                                    |                                                                    |
| 25–28 Apr    | YouGov/Channel 4                                                                 | 1,208                                                              | 37%                                                                | 51%                                                                | 12%                                                                | 14%                                                                |                                                                    |                                                                    |
| 14–16 Apr    | ICM/Scotland on Sunday Arhivat în 24 aprilie 2014, la Wayback Machine.           | 1,004                                                              | 39%                                                                | 42%                                                                | 19%                                                                | 3%                                                                 |                                                                    |                                                                    |
| 11–15 Apr    | Survation/Sunday Post                                                            | 1,001                                                              | 38%                                                                | 46%                                                                | 16%                                                                | 8%                                                                 |                                                                    |                                                                    |
| 4–9 Apr      | Panelbase/Yes Scotland Arhivat în 22 aprilie 2014, la Wayback Machine.           | 1,024                                                              | 40%                                                                | 45%                                                                | 15%                                                                | 5%                                                                 |                                                                    |                                                                    |
| 4–7 Apr      | Survation/Daily Record                                                           | 1,002                                                              | 37%                                                                | 47%                                                                | 16%                                                                | 10%                                                                |                                                                    |                                                                    |
| 28 Mar–4 Apr | Panelbase/Wings Over Scotland Arhivat în 7 aprilie 2014, la Wayback Machine.     | 1,025                                                              | 41%                                                                | 46%                                                                | 14%                                                                | 5%                                                                 |                                                                    |                                                                    |
| 21 Mar–2 Apr | TNS BMRB Arhivat în 16 aprilie 2014, la Wayback Machine.                         | 988                                                                | 29%                                                                | 41%                                                                | 30%                                                                | 12%                                                                |                                                                    |                                                                    |
| 20–24 Mar    | YouGov/The Times                                                                 | 1,072                                                              | 37%                                                                | 52%                                                                | 11%                                                                | 15%                                                                |                                                                    |                                                                    |
| 17–21 Mar    | ICM/Scotland on Sunday Arhivat în 13 mai 2014, la Wayback Machine.               | 1,010                                                              | 39%                                                                | 46%                                                                | 15%                                                                | 7%                                                                 |                                                                    |                                                                    |
| 18 Mar       | Release of Scottish Labour Devolution Commission Report                          | Release of Scottish Labour Devolution Commission Report            | Release of Scottish Labour Devolution Commission Report            | Release of Scottish Labour Devolution Commission Report            | Release of Scottish Labour Devolution Commission Report            | Release of Scottish Labour Devolution Commission Report            | Release of Scottish Labour Devolution Commission Report            | Release of Scottish Labour Devolution Commission Report            |
| 7–14 Mar     | Panelbase/Newsnet Scotland Arhivat în 27 martie 2014, la Wayback Machine.        | 1,036                                                              | 40%                                                                | 45%                                                                | 15%                                                                | 5%                                                                 |                                                                    |                                                                    |
| 26 Feb–9 Mar | TNS BMRB Arhivat în 7 aprilie 2014, la Wayback Machine.                          | 1,019                                                              | 28%                                                                | 42%                                                                | 30%                                                                | 14%                                                                |                                                                    |                                                                    |
| 6–7 Mar      | Survation/Daily Record/Better Nation                                             | 1,002                                                              | 39%                                                                | 48%                                                                | 13%                                                                | 9%                                                                 |                                                                    |                                                                    |
| 24–28 Feb    | YouGov/Scottish Sun                                                              | 1,257                                                              | 35%                                                                | 53%                                                                | 12%                                                                | 18%                                                                |                                                                    |                                                                    |
| 20–25 Feb    | IpsosMORI/STV Arhivat în 5 martie 2016, la Wayback Machine.                      | 1,001                                                              | 32%                                                                | 57%                                                                | 11%                                                                | 25%                                                                |                                                                    |                                                                    |
| 18–21 Feb    | Panelbase/Scottish National Party Arhivat în 27 martie 2014, la Wayback Machine. | 1,022                                                              | 37%                                                                | 47%                                                                | 16%                                                                | 10%                                                                |                                                                    |                                                                    |
| 17–21 Feb    | ICM/Scotland on Sunday Arhivat în 5 martie 2014, la Wayback Machine.             | 1,004                                                              | 37%                                                                | 49%                                                                | 14%                                                                | 12%                                                                |                                                                    |                                                                    |
| 17–18 Feb    | Survation/Scottish Daily Mail Arhivat în 25 martie 2014, la Wayback Machine.     | 1,005                                                              | 38%                                                                | 47%                                                                | 16%                                                                | 9%                                                                 |                                                                    |                                                                    |
| 13 Feb       | Chancellor of the Exchequer's speech on currency union                           | Chancellor of the Exchequer's speech on currency union             | Chancellor of the Exchequer's speech on currency union             | Chancellor of the Exchequer's speech on currency union             | Chancellor of the Exchequer's speech on currency union             | Chancellor of the Exchequer's speech on currency union             | Chancellor of the Exchequer's speech on currency union             | Chancellor of the Exchequer's speech on currency union             |
| 29 Jan–6 Feb | Panelbase/Sunday Times Arhivat în 8 martie 2014, la Wayback Machine.             | 1,012                                                              | 37%                                                                | 49%                                                                | 14%                                                                | 12%                                                                |                                                                    |                                                                    |
| 28 Jan–6 Feb | TNS BMRB Arhivat în 25 martie 2014, la Wayback Machine.                          | 996                                                                | 29%                                                                | 42%                                                                | 29%                                                                | 13%                                                                |                                                                    |                                                                    |
| 3–5 Feb      | YouGov/The Sun                                                                   | 1,047                                                              | 34%                                                                | 52%                                                                | 14%                                                                | 18%                                                                |                                                                    |                                                                    |
| 29–31 Jan    | Survation/Mail on Sunday Arhivat în 25 martie 2014, la Wayback Machine.          | 1,010                                                              | 32%                                                                | 52%                                                                | 16%                                                                | 20%                                                                |                                                                    |                                                                    |
| 21–27 Jan    | YouGov                                                                           | 1,192                                                              | 33%                                                                | 52%                                                                | 15%                                                                | 19%                                                                |                                                                    |                                                                    |
| 21–24 Jan    | ICM/Scotland on Sunday Arhivat în 11 februarie 2014, la Wayback Machine.         | 1,004                                                              | 37%                                                                | 44%                                                                | 19%                                                                | 7%                                                                 |                                                                    |                                                                    |
| 14–20 Jan    | TNS BMRB                                                                         | 1,054                                                              | 29%                                                                | 42%                                                                | 29%                                                                | 13%                                                                |                                                                    |                                                                    |
| 3–10 Jan     | TNS BMRB/BBC Scotland Arhivat în 8 martie 2014, la Wayback Machine.              | 1,008                                                              | 28%                                                                | 42%                                                                | 30%                                                                | 14%                                                                |                                                                    |                                                                    |

#### 2013
| 3–10 Dec       | TNS BMRB Arhivat în 24 decembrie 2013, la Wayback Machine.                       | 1,055                        | 27%                          | 41%                          | 33%                          | 14%                          |                              |                              |
| 6–9 Dec        | YouGov/Times                                                                     | 1,074                        | 33%                          | 52%                          | 15%                          | 19%                          |                              |                              |
| 29 Nov–5 Dec   | Ipsos MORI/STV News Arhivat în 2 noiembrie 2015, la Wayback Machine.             | 1,006                        | 31%                          | 55%                          | 14%                          | 24%                          |                              |                              |
| 27–28 Nov      | Progressive Scottish Opinion/Mail on Sunday                                      | 1,134                        | 27%                          | 56%                          | 17%                          | 29%                          |                              |                              |
| 26 Nov         | Release of Scotland's Future                                                     | Release of Scotland's Future | Release of Scotland's Future | Release of Scotland's Future | Release of Scotland's Future | Release of Scotland's Future | Release of Scotland's Future | Release of Scotland's Future |
| 20–27 Nov      | TNS BMRB Arhivat în 14 decembrie 2013, la Wayback Machine.                       | 1,004                        | 26%                          | 42%                          | 32%                          | 16%                          |                              |                              |
| 12–20 Nov      | Panelbase/Sunday Times Arhivat în 25 martie 2014, la Wayback Machine.            | 1,006                        | 38%                          | 47%                          | 15%                          | 9%                           |                              |                              |
| 23–30 Oct      | TNS BMRB Arhivat în 3 decembrie 2013, la Wayback Machine.                        | 1,010                        | 25%                          | 43%                          | 32%                          | 18%                          |                              |                              |
| 17–24 Oct      | Panelbase/Wings Over Scotland Arhivat în 2 noiembrie 2013, la Wayback Machine.   | 1,008                        | 37%                          | 45%                          | 17%                          | 8%                           |                              |                              |
| 25 Sep – 2 Oct | TNS BMRB Arhivat în 22 septembrie 2014, la Wayback Machine.                      | 1,004                        | 25%                          | 44%                          | 31%                          | 19%                          |                              |                              |
| 13–16 Sep      | YouGov/Times                                                                     | 1,139                        | 32%                          | 52%                          | 15%                          | 20%                          |                              |                              |
| 9–15 Sep       | Ipsos MORI/STV News Arhivat în 4 aprilie 2016, la Wayback Machine.               | 1,000                        | 30%                          | 57%                          | 14%                          | 27%                          |                              |                              |
| 10–13 Sep      | ICM/Scotland on Sunday Arhivat în 2 februarie 2014, la Wayback Machine.          | 1,002                        | 32%                          | 49%                          | 19%                          | 17%                          |                              |                              |
| 30 Aug – 5 Sep | Panelbase/Sunday Times                                                           | 1,002                        | 37%                          | 47%                          | 16%                          | 10%                          |                              |                              |
| 23–28 Aug      | Panelbase/Scottish National Party Arhivat în 25 martie 2014, la Wayback Machine. | 1,043                        | 44%                          | 43%                          | 13%                          | 1%                           |                              |                              |
| 21–27 Aug      | TNS BMRB[nefuncțională]                                                          | 1,017                        | 25%                          | 47%                          | 28%                          | 22%                          |                              |                              |
| 19–22 Aug      | YouGov/Devo Plus                                                                 | 1,171                        | 29%                          | 59%                          | 10%                          | 30%                          |                              |                              |
| 16 Aug         | Angus Reid/Daily Express Arhivat în 25 martie 2014, la Wayback Machine.          | 549                          | 34%                          | 47%                          | 19%                          | 13%                          |                              |                              |
| 17–24 July     | Panelbase/Sunday Times Arhivat în 9 februarie 2014, la Wayback Machine.          | 1,001                        | 37%                          | 46%                          | 17%                          | 9%                           |                              |                              |
| 10–16 May      | Panelbase/Sunday Times Arhivat în 22 septembrie 2014, la Wayback Machine.        | 1,004                        | 36%                          | 44%                          | 20%                          | 8%                           |                              |                              |
| 29 Apr – 5 May | Ipsos MORI/The Times Arhivat în 5 martie 2016, la Wayback Machine.               | 1,001                        | 28%                          | 57%                          | 15%                          | 29%                          |                              |                              |
| 20 Mar – 2 Apr | TNS BMRB Arhivat în 21 august 2013, la Wayback Machine.                          | 1,002                        | 30%                          | 51%                          | 19%                          | 21%                          |                              |                              |
| 18–22 Mar      | Panelbase/Sunday Times Arhivat în 22 septembrie 2014, la Wayback Machine.        | 885                          | 36%                          | 46%                          | 18%                          | 10%                          |                              |                              |
| 20–28 Feb      | TNS BMRB/Scottish CND Arhivat în 21 august 2013, la Wayback Machine.             | 1,001                        | 33%                          | 52%                          | 15%                          | 19%                          |                              |                              |
| 4–9 Feb        | Ipsos MORI/The Times Arhivat în 5 martie 2016, la Wayback Machine.               | 1,003                        | 32%                          | 52%                          | 16%                          | 20%                          |                              |                              |
| 30 Jan – 1 Feb | Angus Reid[nefuncțională]                                                        | 1,003                        | 32%                          | 47%                          | 20%                          | 15%                          |                              |                              |
| 11–21 Jan      | Panelbase/Sunday Times Arhivat în 22 august 2013, la Wayback Machine.            | 1,004                        | 34%                          | 47%                          | 19%                          | 13%                          |                              |                              |
| 3–9 Jan        | TNS BMRB Arhivat în 5 noiembrie 2013, la Wayback Machine.                        | 1,012                        | 28%                          | 48%                          | 24%                          | 20%                          |                              |                              |
| 3–4 Jan        | Angus Reid Arhivat în 10 martie 2013, la Wayback Machine.                        | 573                          | 32%                          | 50%                          | 16%                          | 18%                          |                              |                              |

#### 2012
| 22–24 Oct      | YouGov/DC Thomson                                                             | 1,004                      | 29%                        | 55%                        | 14%                        | 26%                        |                            |                            |
| 9–19 Oct       | Panelbase/Sunday Times Arhivat în 30 octombrie 2014, la Wayback Machine.      | 972                        | 37%                        | 45%                        | 17%                        | 8%                         |                            |                            |
| 15 Oct         | Edinburgh Agreement (2012)                                                    | Edinburgh Agreement (2012) | Edinburgh Agreement (2012) | Edinburgh Agreement (2012) | Edinburgh Agreement (2012) | Edinburgh Agreement (2012) | Edinburgh Agreement (2012) | Edinburgh Agreement (2012) |
| 8–15 Oct       | Ipsos MORI/The Times Arhivat în 3 martie 2016, la Wayback Machine.            | 1,003                      | 30%                        | 58%                        | 12%                        | 28%                        |                            |                            |
| 26 Sep – 4 Oct | TNS BMRB Arhivat în 26 noiembrie 2013, la Wayback Machine.                    | 995                        | 28%                        | 53%                        | 19%                        | 25%                        |                            |                            |
| 17–20 Jun      | YouGov/Fabian Society                                                         | 1,029                      | 30%                        | 54%                        | 16%                        | 24%                        |                            |                            |
| 7–14 Jun       | Ipsos MORI/The Times/The Sun Arhivat în 3 martie 2016, la Wayback Machine.    | 1,005                      | 35%                        | 55%                        | 11%                        | 20%                        |                            |                            |
| 27–29 Jan      | Ipsos MORI/The Times/The Sun Arhivat în 2 noiembrie 2015, la Wayback Machine. | 1,005                      | 39%                        | 50%                        | 11%                        | 11%                        |                            |                            |
| 9–11 Jan       | YouGov/The Sun                                                                | 1,002                      | 33%                        | 53%                        | 14%                        | 20%                        |                            |                            |

#### 2011
| 24–31 august | TNS BMRB/The Herald Arhivat în 26 noiembrie 2013, la Wayback Machine.  | 1,007                                               | 39%                                                 | 38%                                                 | 23%                                                 | 1%                                                  |                                                     |                                                     |
| 25–31 mai    | TNS BMRB/The Herald Arhivat în 12 septembrie 2019, la Wayback Machine. | 1,022                                               | 37%                                                 | 45%                                                 | 18%                                                 | 8%                                                  |                                                     |                                                     |
| 5 mai        | Alegerile generale pentru Parlamentul Scoției, 2011                    | Alegerile generale pentru Parlamentul Scoției, 2011 | Alegerile generale pentru Parlamentul Scoției, 2011 | Alegerile generale pentru Parlamentul Scoției, 2011 | Alegerile generale pentru Parlamentul Scoției, 2011 | Alegerile generale pentru Parlamentul Scoției, 2011 | Alegerile generale pentru Parlamentul Scoției, 2011 | Alegerile generale pentru Parlamentul Scoției, 2011 |

## Rezultate
La referendum au participat 84,59% din populația cu drept de vot. 55,3% din participanții la referendum au votat contra independenței, iar 44,7% pentru independență. În majoritatea zonelor s-a votat "Nu", doar Dundee, Glasgow, North Lanarkshire și West Dunbartonshire votând "Da".
Prezența la vot de 84,6% a fost deosebit de înaltă pentru Scoția – până la referendum, la alegerile parlamentare din Scoția și Regatul Unit în secolul al XXI-lea prezența medie obișnuită fiind de 50–60%. Cel mai recent scrutin general din Regatul Unit cu o prezență comparabilă a avut loc în 1950, cânt 83,9% din populația cu drept de vot a participat la scrutin. Cel mai recent scrutin din regat cu o prezență de peste 84,6% a avut loc în ianuarie 1910, când doar bărbații aveau drept de vot (înainte de aplicarea cenzului de vot universal în Regatul Unit).
Din cele 32 de zone, East Dunbartonshire a avut cea mai mare prezență la vot – 91,0%, iar Glasgow cea mai mică – 7510%.
| Nu: 2.001.926 (55,30%) |  |  | Da: 1.617.989 (44,70%) |
| ▲                      |  |  |                        |

### Totaluri
| Opțiune                                               | Voturi    | %      |
| ----------------------------------------------------- | --------- | ------ |
| Nu                                                    | 2.001.926 | 55.30  |
| Da                                                    | 1.617.989 | 44.70  |
| Voturi valide                                         | 3.619.915 | 99.91  |
| Voturi invalide sau nule                              | 3.429     | 0.09   |
| Total voturi                                          | 3.623.344 | 100,00 |
| Votanți înregistrați și prezență                      | 4.283.392 | 84.59  |
| Voting age population and turnout                     | 4.436.428 | 81.67  |
| Sursa: BBC News, General Register Office for Scotland |           |        |

### După zonă
| Autoritatea locală    | Voturi pentru | Voturi contra | Pentru (%) | Contra (%) | Voturi valide | Prezența (%) |
| --------------------- | ------------- | ------------- | ---------- | ---------- | ------------- | ------------ |
| Aberdeen              | 59,390        | 84,094        | 41.4%      | 58.6%      | 143,484       | 81.7%        |
| Aberdeenshire         | 71,337        | 108,606       | 39.6%      | 60.4%      | 179,943       | 87.2%        |
| Angus                 | 35,044        | 45,192        | 43.7%      | 56.3%      | 80,236        | 85.7%        |
| Argyll and Bute       | 26,324        | 37,143        | 41.5%      | 58.5%      | 63,467        | 88.2%        |
| Clackmannanshire      | 16,350        | 19,036        | 46.2%      | 53.8%      | 35,386        | 88.6%        |
| Dumfries and Galloway | 36,614        | 70,039        | 34.3%      | 65.7%      | 106,653       | 87.5%        |
| Dundee                | 53,620        | 39,880        | 57.3%      | 42.7%      | 93,500        | 78.8%        |
| East Ayrshire         | 39,762        | 44,442        | 47.2%      | 52.8%      | 84,204        | 84.5%        |
| East Dunbartonshire   | 30,624        | 48,314        | 38.8%      | 61.2%      | 78,938        | 91.0%        |
| East Lothian          | 27,467        | 44,283        | 38.3%      | 61.7%      | 71,750        | 87.6%        |
| East Renfrewshire     | 24,287        | 41,690        | 36.8%      | 63.2%      | 65,977        | 90.4%        |
| Edinburgh             | 123,927       | 194,638       | 38.9%      | 61.1%      | 318,565       | 84.4%        |
| Eilean Siar           | 9,195         | 10,544        | 46.6%      | 53.4%      | 19,739        | 86.2%        |
| Falkirk               | 50,489        | 58,030        | 46.5%      | 53.5%      | 108,519       | 88.7%        |
| Fife                  | 114,148       | 139,788       | 45.0%      | 55.0%      | 253,936       | 84.1%        |
| Glasgow               | 194,779       | 169,347       | 53.5%      | 46.5%      | 364,126       | 75.0%        |
| Highland              | 78,069        | 87,739        | 47.1%      | 52.9%      | 165,808       | 87.0%        |
| Inverclyde            | 27,243        | 27,329        | 49.9%      | 50.1%      | 54,572        | 87.4%        |
| Midlothian            | 26,370        | 33,972        | 43.7%      | 56.3%      | 60,342        | 86.8%        |
| Moray                 | 27,232        | 36,935        | 42.4%      | 57.6%      | 64,167        | 85.4%        |
| North Ayrshire        | 47,072        | 49,016        | 48.9%      | 51.1%      | 96,088        | 84.4%        |
| North Lanarkshire     | 115,783       | 110,922       | 51.1%      | 48.9%      | 226,705       | 84.4%        |
| Orkney                | 4,883         | 10,004        | 32.8%      | 67.2%      | 14,887        | 83.7%        |
| Perth and Kinross     | 41,475        | 62,714        | 39.8%      | 60.2%      | 104,189       | 86.9%        |
| Renfrewshire          | 55,466        | 62,067        | 47.2%      | 52.8%      | 117,533       | 87.3%        |
| Scottish Borders      | 27,906        | 55,553        | 33.4%      | 66.6%      | 83,459        | 87.4%        |
| Shetland              | 5,669         | 9,951         | 36.3%      | 63.7%      | 15,620        | 84.4%        |
| South Ayrshire        | 34,402        | 47,247        | 42.1%      | 57.9%      | 81,649        | 86.1%        |
| South Lanarkshire     | 100,990       | 121,800       | 45.3%      | 54.7%      | 222,790       | 85.3%        |
| Stirling              | 25,010        | 37,153        | 40.2%      | 59.8%      | 62,163        | 90.1%        |
| West Dunbartonshire   | 33,720        | 28,776        | 54.0%      | 46.0%      | 62,396        | 87.9%        |
| West Lothian          | 53,342        | 65,682        | 44.8%      | 55.2%      | 119,024       | 86.2%        |
| TOTAL                 | 1,617,989     | 2,001,926     | 44.7%      | 55.3%      | 3,619,915     | 84.6%        |